# Келли, Брайан (футболист)
Брайан Келли (англ. Brian Kelly; родился 6 октября 1974 года, Мишен-Вьехо, Калифорния, США) — американский футболист, полузащитник.

## Клубная карьера
Уроженец Калифорнии, вырос в Северо-Западной Пенсильвании, где закончил Старшую школу Лейк-Леман, в которой начал заниматься футболом. В 1993 году поступил в Дьюкский университет, выступал за университетскую команду. 1 февраля 1997 года был выбран под общим 5-м номером на Драфте MLS 1997 года командой «МетроСтарз». Дебютировал 18 мая в матче против «Канзас-Сити Уизардс», выйдя в стартовом составе и отдав передачу Антони де Авилу. Первый гол забил 28 сентября в ворота «Ди Си Юнайтед». Первым в карьере дублем отметился 24 июня 1998 года, внеся вклад в победу над «Нью-Инглэнд Революшн».
20 мая 2000 года был обменян в «Лос-Анджелес Гэлакси» на Роя Мейерса. Дебютировал 27 мая в игре с «Сан-Хосе Эртквейкс», заменив на 91-й минуте Пола Калиджури. Единственный гол за команду забил 20 сентября в ворота в «Тампа-Бэй Мьютини» в четвертьфинале Кубка MLS. В том же сезоне вместе с клубом взял Кубок чемпионов КОНКАКАФ, единственный континентальный трофей в истории «Гэлакси».
В 2001 году сыграл один матч за «Портленд Тимберс», отличившись забитым голом. Позже играл за «Тампа-Бэй Мьютини», за который провёл два матча и завершил карьеру в 26 лет.

## Карьера в сборной
В составе юношеской сборной принял участие в чемпионате мира 1991 года. На турнире дебютировал впервом матче группового этапа против сборной Италии, выйдя в старте. Единственный гол забил в четвертьфинале в ворота сборной Катара, открыв счёт на третьей минуте, однако в серии пенальти американцы уступили арабам и вылетели с турнира.
Спустя два года в составе молодёжной сборной отправился на чемпионат мира в Австралию. Дебютировал также в первом матче группового этапа против сборной Турции. Единственным голом отличился в последней игры группы со сборной Республики Корея, открыв счёт на 37-й минуте. В четвертьфинале американцы разгромно уступили сборной Бразилии и вылетели с турнира.

## Личная жизнь
После завершения карьеры начал работать в финансовой сфере, достигнув кресла вице-президента в банке Goldman Sachs, а затем в BNP Paribas.

## Достижения

### Командные
«Лос-Анджелес Гэлакси»
- Обладатель Кубка чемпионов КОНКАКАФ: 2000